# Fédération japonaise de judo
La fédération japonaise de judo (全日本柔道連盟, Zen nihon judō renmei) ou All Japan Judo Federation en anglais, est la plus grande association de judo au Japon et le représentant officiel du judo au comité olympique japonais,,,,.
La fédération japonaise de judo est fondée en 1949. La fédération compte plusieurs organisations subsidiaires, notamment la Fédération japonaise de judo pour l'université, la fédération japonaise de judo pour groupe d'entreprises, la fédération sportive japonaise du lycée et la division de compétition de judo en la Nippon Junior High School Physical Culture Association.
Le président de la Fédération internationale de judo, Marius Vizer, a demandé aux responsables du judo japonais de réformer leur organisation nationale. La Fédération japonaise de judo (AJJF) doit faire face en 2013 à des scandales de violence, de harcèlement sexuel et de détournement de fonds.

## Organisation
- President : Yasuhiro Yamashita[9]
- Vice-président : Yasuhiro Konishi, Kotobuki Kajiki, Takahiro Fujiki
- Directeur des services professionnels : Soya Nakasato
- Directeur du bureau : Soya Nakasato

## Présidents de la fédération
- Risei Kano : 1949-1980
- Yukimitsu Kano : 1980-2009
- Haruki Uemura : 2009-2013
- Shoji Muneoka : 2013-2017
- Yasuhiro Yamashita : 2017-2021